# Schloss Ahaus

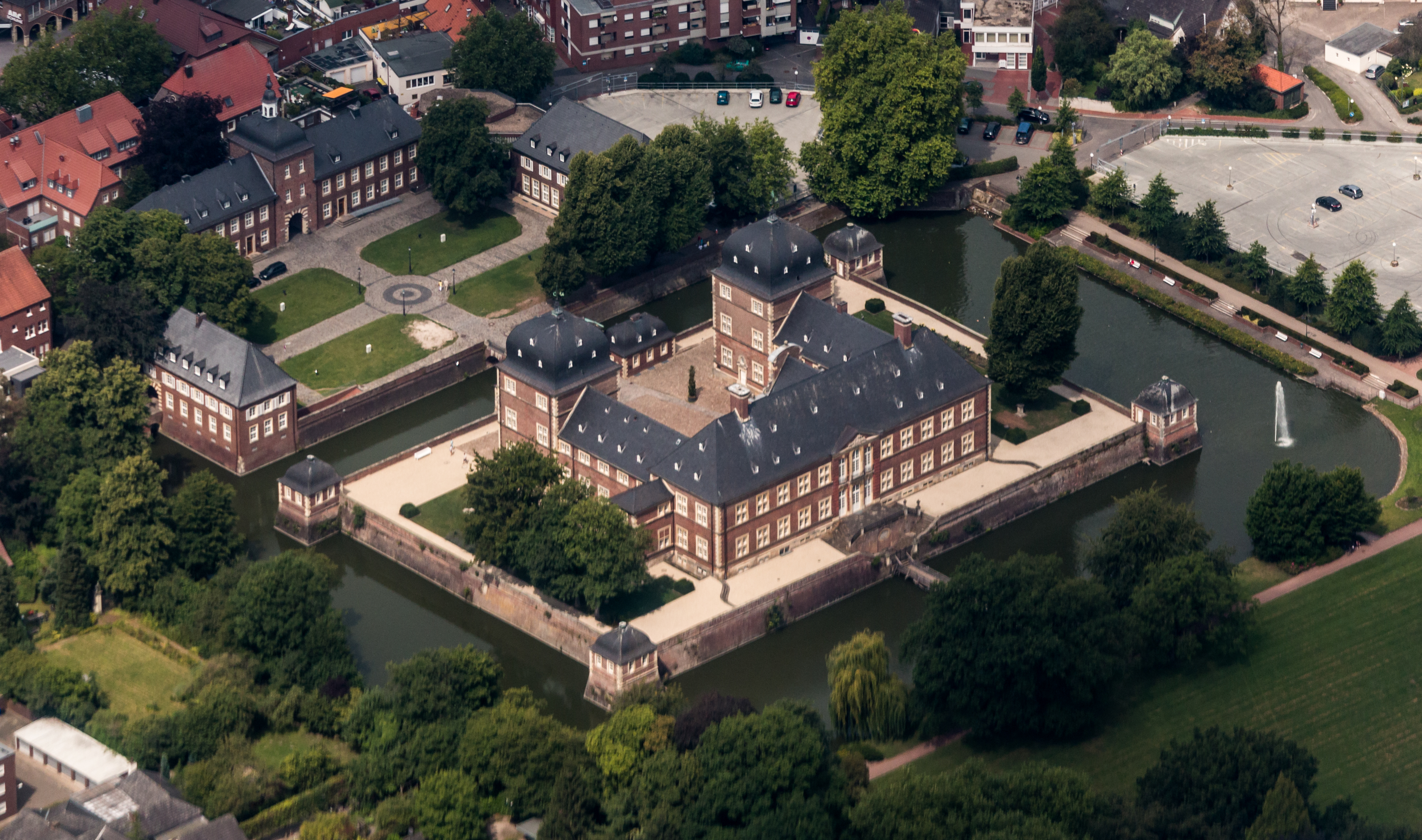
Schloss Ahaus (Luftbild 2014)

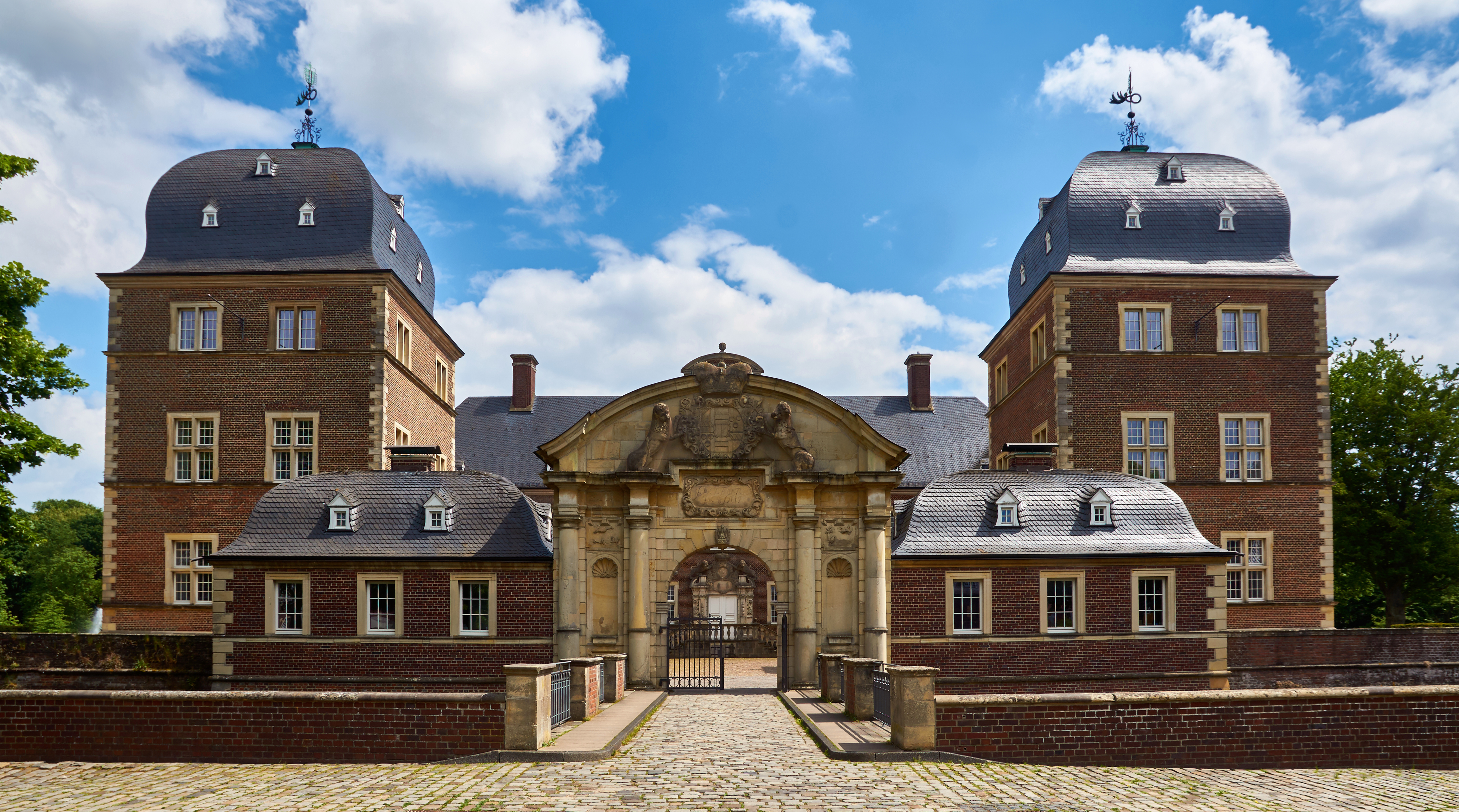
Gebäude der Hauptinsel von Westen

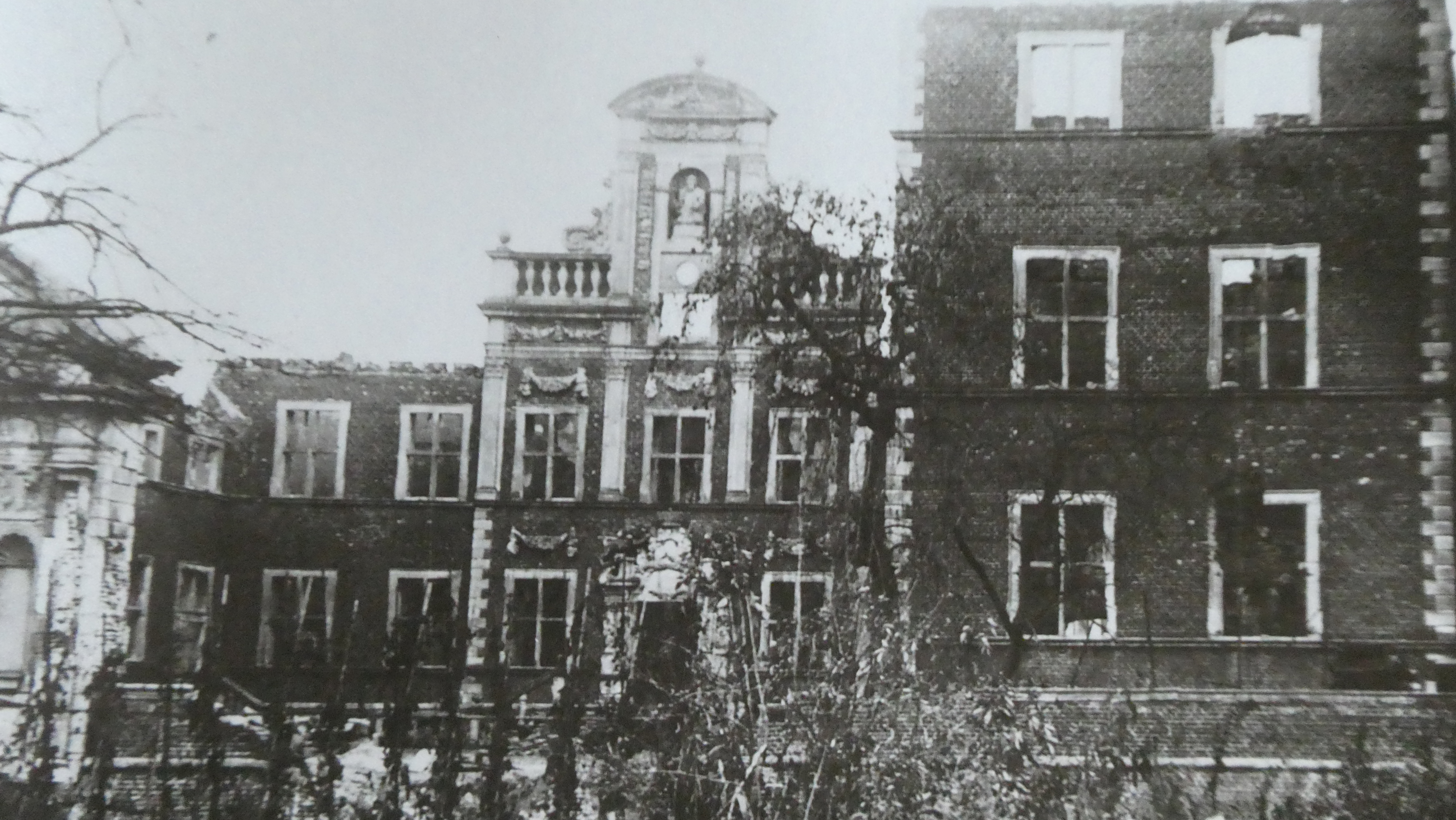
Das Ahauser Schloss nach einem Bombenangriff im März 1945

Schloss Ahaus ist ein ehemaliges Residenzschloss der Fürstbischöfe von Münster in Ahaus im westlichen Münsterland. Das Wasserschloss liegt direkt in der Innenstadt, angrenzend befindet sich die neue Fußgängerzone von Ahaus mit dem Marktplatz sowie der Tourist-Information.

## Geschichte
Die zu Beginn des 11. Jahrhunderts errichtete Burg fiel von den Edelherrn von Ahaus 1406 an den Fürstbischof von Münster, Otto IV. von Hoya. Am 4. Oktober 1650 besuchte Fürstbischof von Münster Christoph Bernhard von Galen Ahaus. Auf seine Veranlassung wurde 1653 die erste deutsche Fayence-Manufaktur in Ahaus gegründet, aber bereits 1657 wieder geschlossen. 1688 wurde die alte Burg auf Weisung des Fürstbischofs Friedrich Christian von Plettenberg abgerissen. Der Neubau in Form eines barocken Wasserschlosses erfolgte nach den Plänen des Ambrosius von Oelde und wurde 1690 fertiggestellt.
Die Gesamtanlage inklusive Schlosspark wurde erst 1718 fertiggestellt. Bei Abschluss der Arbeiten hatte der Neubau etwa 100.000 Taler gekostet. Nach Zerstörungen im Siebenjährigen Krieg ergänzte Johann Conrad Schlaun 1765 bis 1767 in der Gartenfront einen Mittelrisalit mit großer, doppelläufiger Freitreppe. Das Schloss diente den Fürstbischöfen von Münster als Sommerresidenz. Im Schloss Ahaus starben die Fürstbischöfe Johann IV. von Osnabrück, Christoph Bernhard von Galen und Franz Arnold von Wolff-Metternich zur Gracht.
Durch den Reichsdeputationshauptschluss 1803 gelangte das Schloss an die Fürsten Salm-Salm und Salm-Kyrburg. Als Regent im Fürstentum Salm residierte dort Prinz Moritz zu Salm-Kyrburg, später vorübergehend Friedrich IV. zu Salm-Kyrburg und seine Ehefrau Cécile-Rosalie, sowie sein Neffe. 1819 errichtete Hermann Oldenkott im Nordflügel des Schlosses eine Tabakfabrik. Im Jahr 1829 erwarb das Unternehmen das Barockschloss vom Fürsten Salm-Kyrburg. Es diente bis 1929 als Produktionsstätte und bis zur völligen Zerstörung durch einen Bombenangriff im März 1945 der Familie Oldenkott als Wohnstätte.
Nach dem Krieg erwarb der Kreis Ahaus auf Betreiben des Landrats Felix Sümmermann die Ruine und begann mit dem Wiederaufbau, der bereits 1952 größtenteils abgeschlossen war, so dass die Kreisberufsschule Ahaus ins Schloss einziehen konnte. Eugen Senge-Platten erhielt den Auftrag, das Gebäude mit Kunstwerken auszustatten. Der Schlosspark ging in das Eigentum der Stadt Ahaus über. Heute ist das Schloss Sitz der Technischen Akademie Ahaus und beherbergt zudem das Torhaus- und das Schulmuseum.

## Kurzbeschreibung

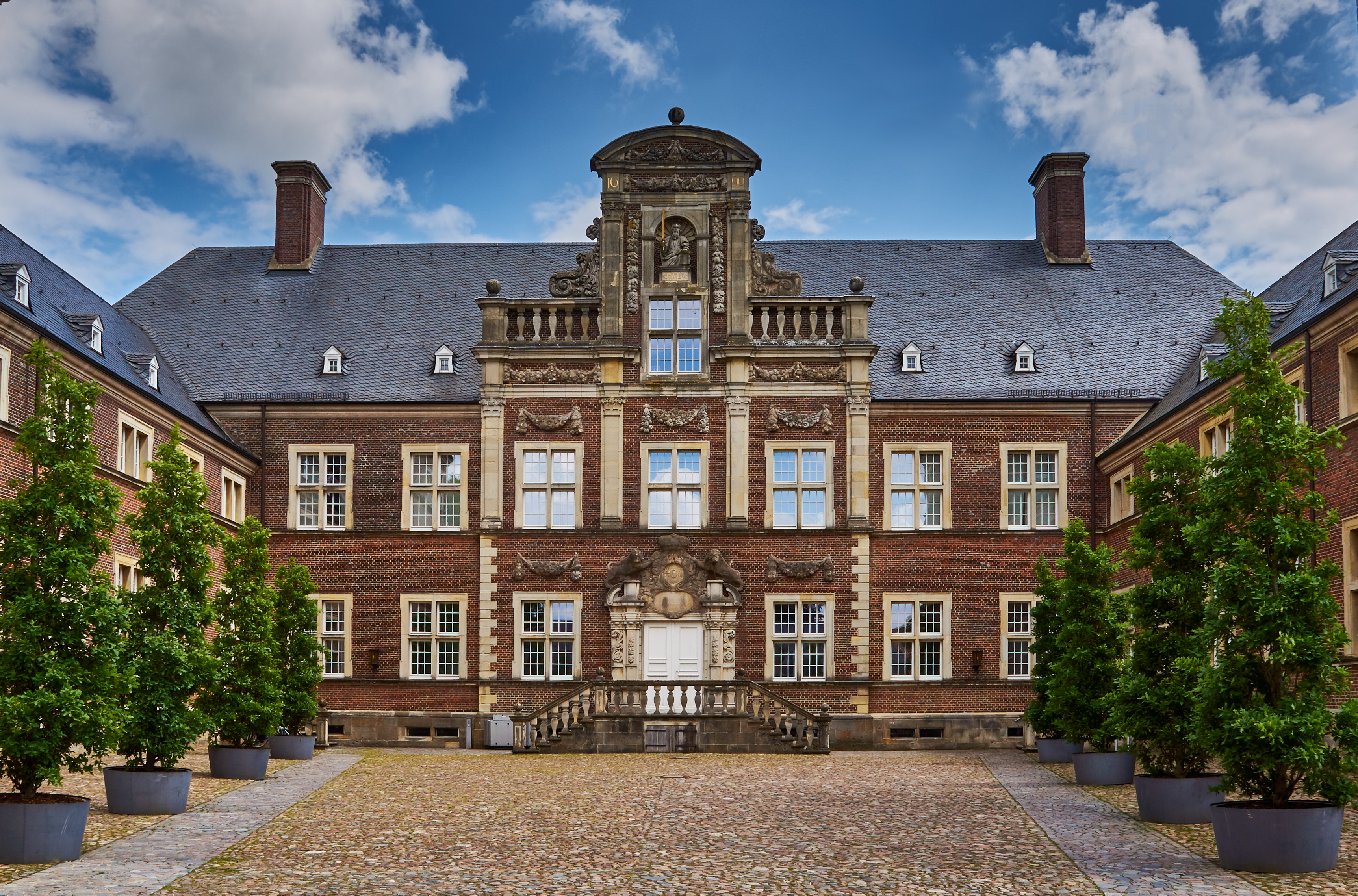
Hauptgebäude

Schloss Ahaus ist eine axialsymmetrische Anlage aus zwei ursprünglich auf eigenen Inseln angelegten Gebäudegruppen. Die durch einen Torturm zugängliche Vorburg schließt dicht an die städtische Bebauung an. Ihr Innenhof öffnet sich über eine Brücke zur ganz von einer Graft umgebenen Hauptinsel. Den Zugang markiert ein zwischen zwei Wachthäusern stehendes Triumphtor. Den Cour d’honneur des hufeisenförmigen, zweigeschossigen Dreiflügelbaus flankieren mächtige dreigeschossige Pavillontürme. Die Hauptfront des Mitteltrakts ist durch einen breiten Risalit mit bauplastischem Schmuck aus Baumberger Kalksandstein reich gegliedert, in der Attikazone noch gesteigert durch eine hohe Balusterreihe und einen Nischengiebel mit Paulusfigur. Hier sind die Merkmale des französischen und niederländischen Barocks unverkennbar, jedoch erscheint der Bauschmuck noch den Prinzipien des Manierismus verpflichtet.
Der Gartenfassade fügte Schlaun 1766 einen Mittelrisalit und eine zur Graft hinunterführende Freitreppe (sog. embarcadère, Anlegestelle) hinzu. Heute führt von dort ein kleiner Steg in den Schlossgarten. Eckpavillons betonen ganz ähnlich wie am Schloss Nordkirchen die Ecken der Hauptplattform.
Von der inneren Ausstattung des Schlosses ist nichts erhalten.

## Radfahren
Das Schloss Ahaus ist Standort der 100-Schlösser-Route durch das Münsterland. Das Schloss Ahaus ist zudem über die Wabe 52 im wabenförmigen Radwegesystem Münsterland eingebunden. Durch Ahaus fährt von Mai bis Oktober der sogenannte Fietsenbus, ein Bus mit Fahrradanhänger, der die Mitnahme von Fahrrädern im Kreis Borken ermöglicht.